# بازپخش: لحظه‌ای که شروع می‌شود
بازپخش: لحظه‌ای که شروع می‌شود یا بازپخش: لحظه‌ای که دوباره شروع می‌شود (کره‌ای: 리플레이: 다시 시작되는 순간؛ لاتین‌نویسی اصلاح‌شده: Ripeullei: Dasi Sijakdoeneun Sungan؛ Replay: The Moment It Starts Again) یک مجموعه اینترنتی ساخت کره جنوبی است. کیم مین-چول، چو می-یون، کیم هی-یونگ، چوی جی-سو و مارکو بازیگران اصلی هستند. تمام قسمت‌های این سریال از کانال رسمی یوتیوب و پلتفرم‌های مختلف، هر سه‌شنبه و جمعه ساعت ۱۹:۰۰ (کی‌اس‌تی) پخش شدند.